# Niko Kovač
Niko Kovač (West-Berlijn, 15 oktober 1971) is een Kroatisch voetbalcoach en voormalig betaald voetballer.
Kovač speelde voor Hertha BSC, Bayer Leverkusen, Hamburger SV, Bayern München en Red Bull Salzburg. Hij kwam als Kroatisch international voor zijn land uit op de WK's van 2002 en 2006 en op Euro 2004 en Euro 2008. Kovač kon ook uitkomen voor het voetbalelftal van Bosnië en Herzegovina, vanwege zijn Bosnische afkomst.

## Trainerscarrière

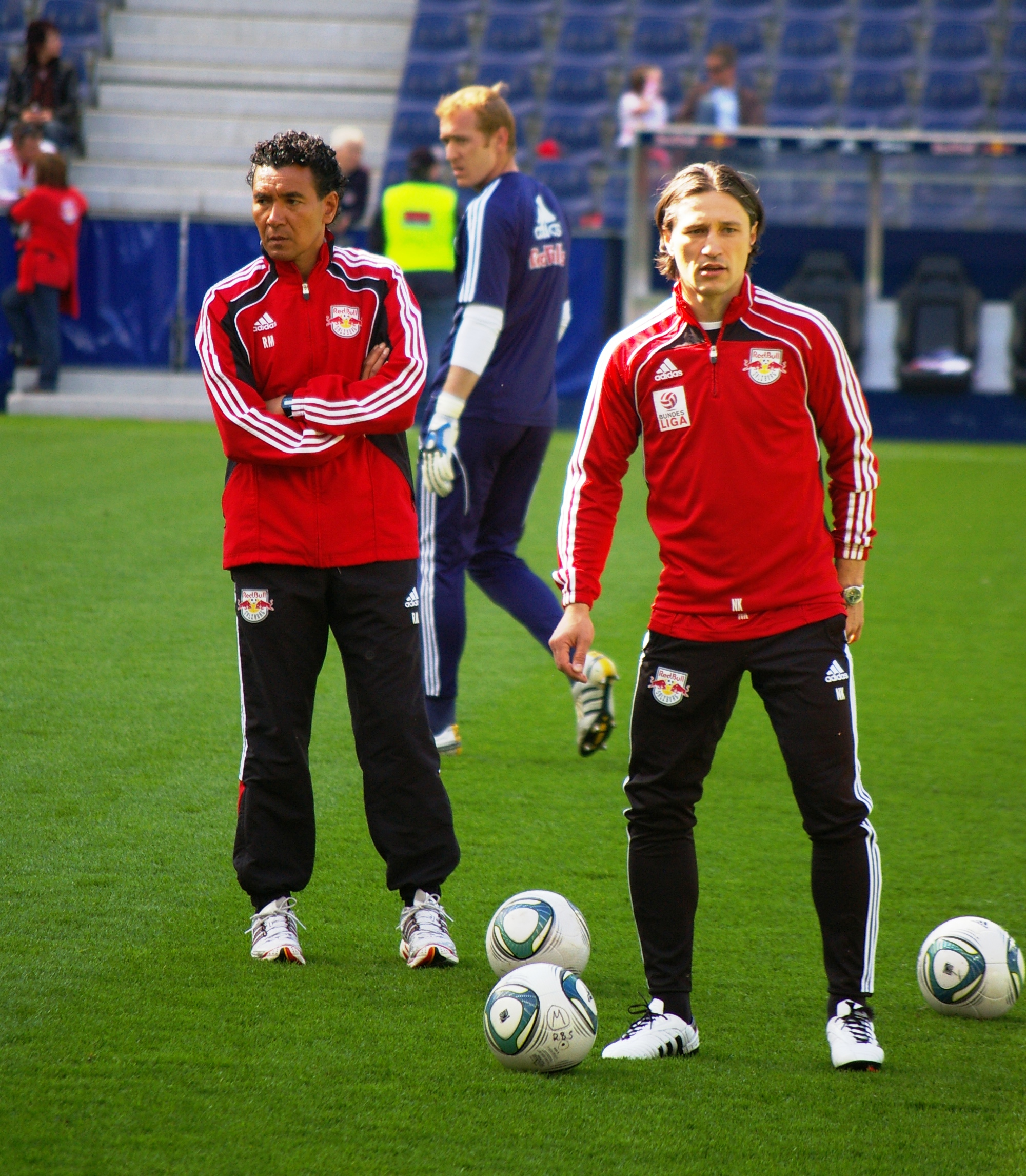
Kovač als assistent-trainer met Ricardo Moniz bij Red Bull Salzburg tijdens een training in april 2011.

### Red Bull Salzburg
Kovač werd hoofdtrainer van het tweede team van Red Bull Salzburg, de Red Bull Juniors, nadat hij stopte met voetballen. Op 4 april 2011 promoveerde Kovač naar het eerste team van Red Bull Salzburg, waar hij assistent-trainer werd van Ricardo Moniz. Toen Moniz Red Bull Salzburg verliet in juni 2012, was Kovač een van de favorieten om het stokje over te nemen van Moniz. Uiteindelijk werd Roger Schmidt de hoofdtrainer van de Oostenrijkse voetbalclub en Kovač vertrok bij Die Erries.

### Jong Kroatië
Op 31 januari 2013, maakte voormalig bondscoach van het Kroatisch voetbalelftal, Igor Štimac, bekend dat Kovač de nieuwe hoofdtrainer werd van Jong Kroatië. Zijn taak was om zich te kwalificeren voor het Europees kampioenschap in 2015. Jong Kroatië werd geplaatst in groep 5 samen met Jong Letland, Jong Liechtenstein, Jong Oekraïne en Jong Zwitserland. In de eerste vier wedstrijden behaalde Jong Kroatië de maximale twaalf punten met een goal verschil van 13-0. Kovač debuteerde in een uitwedstrijd tegen Jong Liechtenstein, die eindigde in een 5-0 winst voor de Mladi Vatreni. Daarna won Jong Kroatië nog twee uitwedstrijden van de groepsfavorieten Jong Oekraïne en Jong Zwitserland.

### Kroatië
Op 16 oktober 2013 kondigde Davor Šuker, president van de Kroatische voetbalbond aan dat Kovač het Kroatische voetbalelftal tijdelijk overnam. Kovač verving Igor Štimac, die ontslagen werd nadat Kroatië slechts één punt behaald had uit de laatste vier WK-kwalificatiewedstrijden. Eén dag later werd er echter bekendgemaakt dat de Kroatische voetbalbond een tweejarig contract met Kovač had ondertekend. Een paar dagen later maakte Kovač bekend wie zijn staf zou vormen. Onder andere Robert Kovač, zijn jongere broer en zijn voormalig assistent-trainer bij Jong Kroatië en Vatroslav Mihačić maakten deel uit van zijn assistententeam. Daarnaast waren er voor het eerst sinds de eerste wedstrijd van het onafhankelijke Kroatië geen stafleden actief die tegelijkertijd deel uitmaken van de staf van de Kroatische A-selectie en de staf van de voetbalclubs GNK Dinamo Zagreb en HNK Hajduk Split. De eerste wedstrijd met Kovač als hoofdtrainer was de play-off voor het wereldkampioenschap tegen IJsland, op 15 november 2013 in IJsland. De wedstrijd eindigde in een gelijkspel tot grote teleurstelling aan de Kroatische kant, mede vanwege het feit dat IJsland meer dan veertig minuten speelde met tien spelers. De tweede play-off eindigde in een 2-0 winst voor Kroatië, met goals van aanvaller Mario Mandžukić en aanvoerder Darijo Srna, waardoor de Vatreni zich verzekerden van een plaats op het wereldkampioenschap in Brazilië. In de 33e minuut werd er voor het eerst sinds lange tijd de naam van de bondscoach gescandeerd door de Kroatische supporters, die dit nog vervolgens vele malen lieten horen. Met tranen in de ogen vierden Kovač na het fluitsignaal van Björn Kuipers en de rest van Kroatische ploeg de overwinning op IJsland en hun plaatsing voor het wereldkampioenschap in 2014.
Nadat er bekend werd gemaakt dat Kroatië in Groep A zat, samen met Brazilië, Kameroen en Mexico zei Kovač: 'Dat we de openingswedstrijd tegen Brazilië spelen is een heel grote eer. Het gastland is favoriet nummer één, de openingswedstrijd zal gekeken worden door de hele wereld, dat is een 'podium' waarvan we gebruik willen maken om te laten zien hoe goed we zijn'. In verband met de rode kaart van Mario Mandžukić zei de Kroaat: 'Ik zal het nadenken over zijn straf overslaan, want we hebben voldoende goede spelers die zijn plek kunnen vullen in de wedstrijd tegen Brazilië. Zeker, Mandžukić is een belangrijke speler, maar we moeten ons aanpassen aan dit feit en ons maximaal voorbereiden'. Enkele dagen later kondigde de Kroatische voetbalbond aan dat Kovač, Igor Jukić en Branimir Ujević aan zijn staf had toegevoegd. Zijn reactie op de beslissing van de FIFA op de rode kaarten van Josip Šimunić en Mario Mandžukić was het volgende: 'Ik ben onaangenaam verrast, gechoqueerd en teleurgesteld met de straf van de FIFA voor Josip Šimunić. Ten eerste vind ik het erg voor Josip, die het Wereldkampioenschap zal missen. Ik ken hem al heel lang als voetballer en als 'mens' en ik ben ervan overtuigd dat hij niemand wilde kwetsen. We wisten dat Mandžukić gestraft zou worden en in deze context is het goed dat het maar één wedstrijd is'. Nadat er eerder gespeculeerd werd over mogelijke tegenstanders in de vriendschappelijk, 'warming-up' wedstrijden vóór het Wereldkampioenschap, maakte de Kroatische voetbalbond bekend dat Kroatië op 5 maart 2014 haar eerste (vriendschappelijke) wedstrijd van het jaar tegen Zwitserland zal gaan spelen. Het duel tegen Zwitserland was het eerste vriendschappelijke duel van Kovač als bondscoach, net als bij voorganger Igor Štimac, die op 15 augustus 2012 met 2-4 verloor van La Nati. De eerste vriendschappelijke en voorbereidingswedstrijd voor het wereldkampioenschap van Kovač eindigde in een 2-2 gelijkspel. In de volgende twee wedstrijden vóór het wereldkampioenschap wonnen de Kroaten.
Op het WK van 2014 eindigde Kroatië, in Poule A, als 3e. Tegenstanders waren Brazilië (1-3 verlies), Kameroen (0-4 winst) en Mexico (1-3 verlies).
Op 13 oktober 2014 wonnen de Vatreni met 6-0 van Azerbeidzjan. Hiermee werd Kroatië voor het eerst in de geschiedenis het meest efficiënte voetbalelftal na drie EK-kwalificatie wedstrijden. De Kroaten pakten meteen negen punten en kwamen na drie duels uit op een doelsaldo van 9-0, waarmee de Kroaten elftallen als Engeland (8-0) en IJsland (8-0) achter zich lieten.
Zijn eerste wedstrijd in 2015 was een 5–1 overwinning op Noorwegen op 28 maart 2015. In september 2015 speelde Kroatië gelijk tegen Azerbeidzjan en verloor het van Noorwegen. De Kroatische voetbalbond besloot toen om Kovač en zijn gehele staf te ontslaan. Ante Čačić werd enkele weken later benoemd tot Kovač' opvolger.

### Eintracht Frankfurt
Van 2016 tot medio 2018 stond Kovač aan het roer bij Eintracht Frankfurt. Hij leidde de club naar achtereenvolgens de elfde (seizoen 2016/17) en de achtste plaats (seizoen 2017/18) in de Bundesliga. Zijn laatste wedstrijd op de bank bij Eintracht was de finale van de strijd om de DFB-Pokal, waarin zijn elftal op zaterdag 19 mei 2018 met 3-1 won van Bayern München, ironisch genoeg zijn toekomstige werkgever. Het was de eerste grote prijs voor de club in dertig jaar. Jović kwam tijdens de finale niet in actie. Namens Eintracht scoorde Ante Rebić twee keer in het Olympiastadion in Berlijn, invaller Mijat Gaćinović bepaalde de eindstand op 3-1.

### Bayern München
Op 12 april 2018 werd bekendgemaakt dat Kovač de opvolger werd van interim-trainer Jupp Heynckes. Hij werd opgevolgd door Adi Hütter, die in het seizoen 2017/18 kampioen van Zwitserland was geworden met BSC Young Boys.
In zijn eerste seizoen won Kovac de dubbel met Bayern. Op 18 mei 2019 pakte Bayern op de laatste speeldag de landstitel tegen Eintracht Frankfurt en een week later de DFB-Pokal tegen RB Leipzig. In de UEFA Champions League werd hij in zijn eerste jaar met Bayern in de achtste finale uitgeschakeld door Liverpool FC, de CL-winnaar van dat seizoen.
Nadat Bayern op 3 november 2019 met 5-1 had verloren van Eintracht Frankfurt en vier punten achterstond op koploper Borussia Mönchengladbach werd Kovač ontslagen.

### AS Monaco
Op 19 juli 2020 keerde Kovač terug in de voetballerij, de Kroaat tekende bij AS Monaco een contract tot medio 2023 met een optie voor een extra jaar. Hij volgde Robert Moreno op die wegens tegenvallende resultaten werd ontslagen. Kovač werd op 30 december 2021 aan de deur gezet door de club.

### VfL Wolfsburg
Op 24 mei 2022 werd hij voorgesteld bij Wolfsburg als opvolger van Florian Kohfeldt. In maart 2024 werd hij ontslagen na tegenvallende resultaten.

### Borussia Dortmund
Op 30 januari 2025 werd hij aangesteld als trainer van Borrusia Dortmund als opvolger van de week ervoor ontslagen Nuri Sahin.

## Statistieken
| Lijst van interlands van Niko Kovač (als bondscoach) | Lijst van interlands van Niko Kovač (als bondscoach) | Lijst van interlands van Niko Kovač (als bondscoach) | Lijst van interlands van Niko Kovač (als bondscoach) | Lijst van interlands van Niko Kovač (als bondscoach) | Lijst van interlands van Niko Kovač (als bondscoach) | Lijst van interlands van Niko Kovač (als bondscoach) |
| №                                                    | Datum                                                | Locatie                                              | Competitie                                           | Tegenstander                                         | Resultaat                                            |                                                      |
| ---------------------------------------------------- | ---------------------------------------------------- | ---------------------------------------------------- | ---------------------------------------------------- | ---------------------------------------------------- | ---------------------------------------------------- | ---------------------------------------------------- |
| 1                                                    | 15 november 2013                                     | Laugardalsvöllur, IJsland                            | WK voetbal 2014 kwalificatie                         | IJsland                                              | 0 – 0                                                |                                                      |
| 2                                                    | 19 november 2013                                     | Maksimirstadion, Zagreb                              | WK voetbal 2014 kwalificatie                         | IJsland                                              | 2 – 0                                                |                                                      |
| 3                                                    | 5 maart 2014                                         | AFG Arena, Sankt Gallen                              | Vriendschappelijk                                    | Zwitserland                                          | 2 – 2                                                |                                                      |
| 4                                                    | 31 mei 2014                                          | Stadion Gradski vrt, Osijek                          | Vriendschappelijk                                    | Mali                                                 | 2 – 1                                                |                                                      |
| 5                                                    | 6 juni 2014                                          | Estádio de Pituaçu, Salvador                         | Vriendschappelijk                                    | Australië                                            | 1 – 0                                                |                                                      |
| 6                                                    | 12 juni 2014                                         | Arena Corinthians, São Paulo                         | WK voetbal 2014                                      | Brazilië                                             | 1 – 3                                                |                                                      |
| 7                                                    | 18 juni 2014                                         | Arena Amazônia, Manaus                               | WK voetbal 2014                                      | Kameroen                                             | 4 – 0                                                |                                                      |
| 8                                                    | 23 juni 2014                                         | Arena Pernambuco, Recife                             | WK voetbal 2014                                      | Mexico                                               | 1 – 3                                                |                                                      |
| 9                                                    | 4 september 2014                                     | Stadion Aldo Drosina, Pula                           | Vriendschappelijk                                    | Cyprus                                               | 2 – 0                                                |                                                      |
| 10                                                   | 9 september 2014                                     | Maksimirstadion, Zagreb                              | EK voetbal 2016 kwalificatie                         | Malta                                                | 2 – 0                                                |                                                      |
| 11                                                   | 10 oktober 2014                                      | Vasil Levski Stadion, Sofia                          | EK voetbal 2016 kwalificatie                         | Bulgarije                                            | 0 – 1                                                |                                                      |
| 12                                                   | 13 oktober 2014                                      | Stadion Gradski vrt, Osijek                          | EK voetbal 2016 kwalificatie                         | Azerbeidzjan                                         | 6 – 0                                                |                                                      |
| 13                                                   | 12 november 2014                                     | Craven Cottage, Londen                               | Vriendschappelijk                                    | Argentinië                                           | 2 – 1                                                |                                                      |
| 14                                                   | 16 november 2014                                     | Stadio Giuseppe Meazza, Milaan                       | EK voetbal 2016 kwalificatie                         | Italië                                               | 1 – 1                                                |                                                      |
| 15                                                   | 28 maart 2015                                        | Maksimirstadion, Zagreb                              | EK voetbal 2016 kwalificatie                         | Noorwegen                                            | 5 – 1                                                |                                                      |
| 16                                                   | 7 juni 2015                                          | Varteksstadion, Varaždin                             | Vriendschappelijk                                    | Gibraltar                                            | 4 – 0                                                |                                                      |
| 17                                                   | 12 juni 2015                                         | Poljudstadion, Split                                 | EK voetbal 2016 kwalificatie                         | Italië                                               | 1 – 1                                                |                                                      |
| 18                                                   | 3 september 2015                                     | Bakcell Arena, Bakoe                                 | EK voetbal 2016 kwalificatie                         | Azerbeidzjan                                         | 0 – 0                                                |                                                      |
| 19                                                   | 6 september 2015                                     | Ullevaalstadion, Oslo                                | EK voetbal 2016 kwalificatie                         | Noorwegen                                            | 2 – 0                                                |                                                      |
| Laatst bijgewerkt op 9 september 2015.               |                                                      |                                                      |                                                      |                                                      |                                                      |                                                      |

| Competitie                             | Totaal gespeeld | Verlies | Gelijk | Winst |
| -------------------------------------- | --------------- | ------- | ------ | ----- |
| WK-eindronde                           | 3               | 2       | 0      | 1     |
| WK-kwalificatie                        | 2               | 0       | 1      | 1     |
| EK-eindronde                           | 0               | 0       | 0      | 0     |
| EK-kwalificatie                        | 8               | 1       | 3      | 4     |
| Vriendschappelijk                      | 6               | 1       | 1      | 4     |
| Totaal                                 | 19              | 4       | 5      | 10    |
| Laatst bijgewerkt op 9 september 2015. |                 |         |        |       |

## Erelijst
Als speler
 Bayern München
- Wereldbeker voor clubteams: 2001
- Bundesliga: 2002/03
- DFB-Pokal: 2002/03

 Red Bull Salzburg
- Bundesliga: 2006/07

Als trainer
 Eintracht Frankfurt
- DFB-Pokal: 2017/18

 Bayern München
- DFL-Supercup: 2018
- Bundesliga: 2018/19
- DFB-Pokal: 2018/19